# Hugh Elliot
Hugh Elliot (6 de abril de 1752 - 1 de diciembre de 1830) fue un diplomático británico y posteriormente gobernador colonial.

## Educación y primeros años
Hugh Elliot nació el 6 de abril de 1752, siendo el segundo hijo de Sir Gilbert Elliot y el hermano menor de Gilbert Elliot-Murray-Kynynmound, 1er Conde de Minto. Su madre era la rica heredera de Hugh Dalrymple-Murray-Kynynmound. Hugh y Gilbert fueron educados juntos, primero por un tutor privado y más tarde, entre 1764 y 1766, en París, donde fueron instruidos por el filósofo e historiador escocés David Hume. Durante este tiempo, Hugh entabló amistad con el conde de Mirabeau. En 1768, con 16 años, ingresó en la Universidad de Oxford, pero abandonó sus estudios dos años después para completar su educación militar en Metz.
A la temprana edad de 18 años, Hugh Elliot obtuvo una comisión como oficial en el ejército ruso y participó en la campaña contra los turcos en los Balcanes. Según documentos familiares, en una ocasión tuvo que cruzar a nado el Danubio sujetándose de la cola de un caballo montado por un cosaco.

## Carrera diplomática
A los 21 años, principalmente gracias a la influencia de su padre, fue nombrado Ministro Plenipotenciario británico en el Ducado de Baviera. Cuatro años más tarde, fue designado embajador británico ante Federico el Grande en Prusia. Ganó reputación como un gran conversador social, pero trabajó arduamente para contrarrestar los intentos de los diplomáticos estadounidenses durante la Guerra de Independencia de los Estados Unidos, llegando supuestamente a robar la caja de despacho estadounidense y copiar su contenido.
En Berlín, se casó con su primera esposa, Charlotte von Kraut. Cuando ella cometió adulterio, desafío a su amante a un duelo. Aunque resultó herido en el duelo, recibió una disculpa escrita de su oponente. El escándalo persiguió su carrera y es frecuentemente citado como la razón por la que, a pesar de una trayectoria destacada en el servicio diplomático, nunca recibió el tradicional título de caballero.
Elliot sirvió en Copenhague entre 1782 y 1791, periodo en el que su reputación aumentó considerablemente, al ser acreditado con la prevención de una guerra entre Suecia y Dinamarca y con ayudar a Gustavo III de Suecia a reintroducir el absolutismo en Suecia. Poco después de su llegada a Copenhague, recibió noticias sobre la infidelidad continua de su esposa, que había permanecido en Berlín con su hija. Decidió no permitir que la niña siguiera con su madre y logró secuestrarla personalmente en Berlín y llevarla consigo a Copenhague.
En 1792, Elliot fue nombrado embajador británico en el Electorado de Sajonia en Dresde. Poco antes de este nombramiento, contrajo matrimonio con su segunda esposa, Margaret Jones, 20 años menor que él. Durante su estancia en Dresde, Elliot trabó amistad con el joven Klemens von Metternich, por entonces en su primer puesto como embajador, y quien lo tomaría como un ejemplo de diplomático.
En 1803, Elliot fue enviado a Nápoles, entonces capital del Reino de Nápoles, donde sobrevivió a circunstancias tumultuosas hasta su retiro en 1806. Tras su retiro, la familia sufrió dificultades financieras, pues no se le asignaron nuevos puestos durante tres años. Sin embargo, tras el fallecimiento de Lord Lavington, Elliot fue nombrado Gobernador de las Islas de Sotavento británicas en el Caribe, desempeñando el cargo entre 1809 y 1814.
Elliot fue un notable abolicionista. Durante su mandato en las Islas de Sotavento, fue una figura clave en el arresto, juicio y ejecución de Arthur William Hodge por el asesinato de un esclavo en las Islas Vírgenes Británicas. Su cuñado, William Eden, 1er Barón Auckland, presentó ante la Cámara de los Lores el proyecto de ley que se convertiría en la Ley del Comercio de Esclavos de 1807.
En 1814, fue nombrado Consejero Privado. De 1814 a 1820, sirvió como Gobernador de Madrás.

## Familia
Elliot se casó dos veces: 
En 1778, divorciado en 1783, con Charlotte von Kraut, con quien tuvo una hija:
- Isabella Elliot (casada con George Payne en 1810, fallecida en 1826)

En c. 1792, con Margaret Jones (fallecida el 2 de marzo de 1819), con quien tuvo nueve hijos:
- Theodore Henry Elliot (fallecido el 2 de abril de 1842)
- Emma Elliot (fallecida el 10 de agosto de 1866), casada con Sir Thomas Hislop, 1er Baronet
- Edward Francis Elliot (fallecido el 11 de junio de 1866)
- Caroline Elliot
- Hugh Maximilian Elliot (c. 1798 - fallecido el 1 de enero de 1826 en Calcuta, India))
- Harriet Agnes Elliot (murió el 17 de abril de 1845), who married Admiral Sir James Hanway Plumridge MP.
- Harriet Agnes Elliot (fallecida el 17 de abril de 1845), casada con el almirante James Hanway Plumridge
- Gilbert Elliot (17 de marzo de 1800 - 11 de agosto de 1891)
- Charles Elliot (1801 - 9 de septiembre de 1875)
- Thomas Frederick Elliot (15 de julio de 1808 - 12 de febrero de 1880)

## Muerte y legado
Elliot falleció en su residencia de Somerset Street, Londres, el 1 de diciembre de 1830, poco después de retirarse a dormir, y fue enterrado junto a su hermano en la Abadía de Westminster.